# Тюрин, Пётр Александрович
Пётр Александрович Тюрин (1917—2000) — советский конструктор артиллерийской и ракетной техники. Лауреат Государственной премии СССР.

## Биография
Родился 25 июня 1917 года в Брянской области.
Окончил Московское Высшее техническое училище им. Н. Э. Баумана (МВТУ) в 1945 году.
С июня 1941 года по февраль 1953 года работал в Центральном артиллерийском конструкторском бюро (ЦАКБ), где под руководством главного конструктора В. Г. Грабина принимал участие в создании полевых артиллерийских систем, в частности, 100-мм пушки БС-3, 122-мм пушки С-4, 85-мм противотанковой пушки С-15 и других образцов артиллерийского вооружения. С 1944 года был представителем Главного конструктора на заводе № 7 («Арсенал», Ленинград), на котором в условиях военного времени серийно выпускались эти пушки.
В 1953 году был назначен начальником ЦКБ-7 и главным конструктором завода № 7. Под его руководством были разработаны многие образцы корабельных универсальных установок, а также пусковые установки для зенитных ракетных комплексов для вооружения кораблей ВМФ («Волна» и «Оса-М»).
В качестве главного конструктора ракетного направления КБ «Арсенал» Тюрин руководил работами по созданию твердотопливных ракет и их двигательных установок для комплексов наземного базирования РТ-2П. В 1963—1969 годах под его руководством в КБ «Арсенал» были разработаны многие образцы корабельных пушек и ракет (наземный подвижной ракетный комплекс РТ-15 с твердотопливными ракетами), а также пусковые установки для зенитных ракетных комплексов для вооружения кораблей ВМФ («Волна» и «Оса-М»).
В июне 1971 года началась разработка комплекса ракетного оружия Д-11 стратегического назначения с твердотопливной баллистической ракетой Р-31 (3M17). В этих работах участвовал и Тюрин. В созданном комплексе для пусков ракеты из подводных лодок впервые был применен принципиально новый тип катапультируемого старта ракеты с помощью порохового аккумулятора давления из «сухой» шахты подводной лодки с запуском двигателя 1-й ступени после выхода ракеты из воды. Эта ракета была родоначальницей отечественного твердотопливного ракетостроения для вооружения подводных лодок. Комплекс находился в боевой эксплуатации в период 1980—1990 годов и ликвидирован по договору ОСВ-1.
В 1981 году Пётр Александрович вышел на пенсию, но продолжал работать в народном музее ПО «Арсенал», публикуя свои воспоминания в газетах и журналах.
Умер П. А. Тюрин в Санкт-Петербурге 26 февраля 2000 года.
Сын — Александр Петрович Тюрин — также работник «Арсенала».

## Награды и звания
- Лауреат Государственной премии СССР (1968).
- Почетный член научно-технического совета КБ «Арсенал».
- Награждён многими правительственными наградами.

## Память
- В архивах РГАНТД (Российский государственный архив научно-технической документации) имеются материалы, посвящённые Тюрину[2].
- В музее КБ «Арсенал» имеются экспонаты, связанных с именем П. А. Тюрина.
- Воспоминания П. А. Тюрина «От пушек к ракетам» опубликованы в журнале «Невский бастион», вып.6, 1999 г. и в книге, выпущенной к 60-летию КБ «Арсенал», «Конструкторское бюро „Арсенал“ 1949—2009», 2009 г.
- Об изделиях, созданных при непосредственном участии П. А. Тюрина, рассказано в книге «Исторический обзор создания ракетно-космической техники на санкт-петербургском „Арсенале“», 2016 г.[3]